# قانون هابل-رينولدز
يصور قانون هابل-رينولدز سطوع سطح المجرات الإهليلجية كما في
{\displaystyle I(R)={\frac {I_{0}}{(1+R/R_{H})^{2}}}}
حيث {\displaystyle I(R)} هو سطوع السطح عند نصف القطر  {\displaystyle R}، و{\displaystyle I_{0}} هو السطوع المركزي ، و {\displaystyle R_{H}} هو نصف القطر الذي يتضاءل فيه سطوع السطح بعامل 1/4. إنه مشابه للاقتراب لقانون دي فوكولورز الذي يعتبر حالة خاصة لقانون سيرسيك الخاص بالمجرات الإهليلجية.
تم تسمية القانون للفلكيين إدوين هابل وجون هنري رينولدز.